# Cage Warriors 96: Pimblett vs. Bak
Cage Warriors 96: Pimblett vs. Bak var et MMA-stævne, produceret af Cage Warriors, der blev afholdt den 1. september 2018 i Echo Arena Liverpool i Liverpool i England. Hovedkampen var Søren Bak mod Paddy Pimblett om Cage Warriors-letvægtstitlen.

## Baggrund
Cage Warriors-præsident Graham Boylan offentliggjorde at vinderen af danske Søren Bak og norske Alexander Jacobsens kamp på Cage Warriors 93 i Gøteborg i Sverige ville få titelskud imod letvægtmesteren Chris Fishgold. Bak vandt kampen på submission 2. omgang men udfordrede dog efter kampen den tidligere Cage Warriors fjervægts-mester, Paddy Pimblett, til en kamp i Liverpool. Bak vandt kampen via enstemmig afgørelse på dommerstemmerne 48-44, 48-45 og 48-46.
Danske Nicolas Dalby besejrede på samme stævne italienske Roberto Allegretti via submission i 2. omgang.

## International tv-transmittering
| Land    | Tv-kanal         |
| ------- | ---------------- |
| Denmark | Viaplay Fighting |
| Norway  | Viaplay Fighting |
| Sweden  | Viaplay Fighting |